# Yasuharu Kurata
Yasuharu Kurata (倉田 安治 Kurata Yasuharu?,  nacido el 1 de febrero de 1963 en Shizuoka) es un exfutbolista japonés que se desempeñaba como centrocampista.
Kurata jugó 6 veces para la Selección de fútbol de Japón entre 1986 y 1987. Kurata fue elegido para integrar la selección nacional de Japón para los Juegos Asiáticos de 1986.

## Trayectoria

### Clubes
| Club    | País  | Año         |
| ------- | ----- | ----------- |
| Honda   | Japón | 1986 - 1991 |
| Yomiuri | Japón | 1991 - 1992 |

### Selección nacional
| Selección | País  | Año         |
| --------- | ----- | ----------- |
| Absoluta  | Japón | 1986 - 1987 |

## Estadística de equipo nacional
| Selección de Japón | Selección de Japón | Selección de Japón |
| Año                | Part.              | Goles              |
| ------------------ | ------------------ | ------------------ |
| 1986               | 1                  | 0                  |
| 1987               | 5                  | 0                  |
| Total              | 6                  | 0                  |

## Palmarés

### Títulos nacionales
| Título                   | Club    | País  | Año       |
| ------------------------ | ------- | ----- | --------- |
| Copa Japan Soccer League | Yomiuri | Japón | 1991      |
| Japan Soccer League      | Yomiuri | Japón | 1991-1992 |